# Декејтур (Тенеси)
Декејтур (енгл. Decatur) град је у америчкој савезној држави Тенеси.

## Демографија
По попису из 2010. године број становника је 1.598, што је 203 (14,6%) становника више него 2000. године.
| Група             | 2000.         | 2010.         |
| Белци             | 1.366 (97,9%) | 1.555 (97,3%) |
| Афроамериканци    | 13 (0,9%)     | 9 (0,6%)      |
| Азијати           | 4 (0,3%)      | 2 (0,1%)      |
| Хиспаноамериканци | 4 (0,3%)      | 16 (1,0%)     |
| Укупно            | 1.395         | 1.598         |